# Braid (rzeka)
Braid River (irl. Abhainn na Brád) – rzeka w Irlandii Północnej w hrabstwie Antrim. Przepływa przez miasto Balllymena, w pobliżu którego uchodzi do Main. Dolina rzeki stanowiła historycznie granicę pomiędzy parafiami Skerry i Rathcavan.